# Championnat du Népal de football 2010
Navigation
Saison 2006-2007 Saison suivante
La saison 2010 du Championnat du Népal de football est la trente-huitième édition de la Martyr's Memorial ANFA A Division League, le championnat de première division au Népal. Les douze formations de la capitale, Katmandou, sont réunies au sein d'une poule unique où elles s'affrontent deux fois au cours de la saison. À l'issue de la compétition, les deux derniers du classement final sont relégués et remplacés par huit formations de deuxième division. Toutes les rencontres sont disputées au Stade Dasarath Rangasala. 
C'est le Népal Police Club, tenant du titre, qui remporte à nouveau la compétition cette saison après avoir terminé en tête du classement final, avec sept points d'avance sur le Nabil Three Star Club et dix sur New Road Team. Il s'agit du second titre de champion du Népal de l'histoire du club.

## Les clubs participants
- New Road Team
- Manang Marsyangdi Club
- Rani Pokhari Corner Team
- Friends Club
- Jawalakhel Youth Team
- Sankata Katmandou Mall Club
- Boys Union Club
- Machhindra Bahal Club
- Nepal Armed Police Force Team
- Tribhuvan Army Club
- Népal Police Club[1]
- Nabil Three Star Club

## Compétition
Le barème de points servant à établir le classement se décompose ainsi :
- Victoire : 3 points
- Match nul : 1 point
- Défaite : 0 point

### Classement
| Rang | Équipe                        | Pts | J  | G  | N | P  | Bp | Bc | Diff |
| ---- | ----------------------------- | --- | -- | -- | - | -- | -- | -- | ---- |
| 1    | Népal Police ClubT            | 50  | 22 | 14 | 8 | 0  | 35 | 8  | +27  |
| 2    | Nabil Three Star Club         | 43  | 22 | 12 | 7 | 3  | 41 | 15 | +26  |
| 3    | New Road Team                 | 40  | 22 | 12 | 4 | 6  | 39 | 29 | +10  |
| 4    | Tribhuvan Army Club           | 39  | 22 | 11 | 6 | 5  | 38 | 21 | +17  |
| 5    | Manang Marsyangdi Club        | 30  | 22 | 8  | 6 | 8  | 30 | 32 | -2   |
| 6    | Machhindra Bahal Club         | 27  | 22 | 7  | 6 | 9  | 20 | 27 | -7   |
| 7    | Jawalakhel Youth Team         | 27  | 22 | 7  | 6 | 9  | 27 | 43 | -16  |
| 8    | Friends Club                  | 25  | 22 | 7  | 4 | 11 | 27 | 41 | -14  |
| 9    | Rani Pokhari Corner Team      | 23  | 22 | 6  | 5 | 11 | 24 | 31 | -7   |
| 10   | Nepal Armed Police Force Team | 22  | 22 | 6  | 4 | 12 | 28 | 36 | -8   |
| 11   | Boys Union Club               | 22  | 22 | 6  | 4 | 12 | 28 | 39 | -11  |
| 12   | Sankata Katmandou Mall Club   | 17  | 22 | 5  | 2 | 15 | 20 | 35 | -15  |

|  | Qualification pour la Coupe du président de l'AFC 2011 |
|  | Qualification pour la Coupe du président de l'AFC 2010 |
|  | Relégation en deuxième division                        |
|  | T : Tenant du titre                                    |

- New Road Team se qualifie pour la Coupe du président de l'AFC 2010 après avoir terminé en tête du classement à l'issue des matchs aller.

## Bilan de la saison
| Championnat du Népal de football 2010                | |
| Champion                                             | Népal Police Club (2e titre) |
| Qualifications continentales                         | |
| Coupe du président de l'AFC 2010                     | New Road Team |
| Coupe du président de l'AFC 2011                     | Népal Police Club |
| Promotions et relégations                            | |
| Promus en Martyr's Memorial ANFA A Division League   | Yeti Himalayan Sherpa Club Boudha FC Saraswoti Club Swayambhu Club Brigade Boys Club United Youth Club Koilapani Polestar Club Mahindra Bansbari Club |
| Relégués en Martyr's Memorial ANFA B Division League | Boys Union Club |
| Relégués en Martyr's Memorial ANFA B Division League | Sankata Katmandou Mall Club |